# Bitterfontein
Bitterfontein è una cittadina sudafricana situata nella municipalità distrettuale di West Coast nella provincia del Capo Occidentale.

## Geografia fisica
Il piccolo centro abitato sorge nel Knersvlakte a circa 320 chilometri a nord di Città del Capo.